# Manguaní
Manguaní är en ort i Mexiko.   Den ligger i kommunen Tecozautla och delstaten Hidalgo, i den sydöstra delen av landet, 140 km norr om huvudstaden Mexico City. Manguaní ligger 1 713 meter över havet och antalet invånare är 257.
Terrängen runt Manguaní är huvudsakligen kuperad, men åt sydväst är den platt. Runt Manguaní är det ganska tätbefolkat, med 60 invånare per kvadratkilometer. Närmaste större samhälle är Tecozautla, 7,4 km söder om Manguaní. Trakten runt Manguaní består i huvudsak av gräsmarker.